# Langur gris de peus negres
El langur gris de peus negres (Semnopithecus hypoleucos) és un mico del Vell Món que pertany al grup dels langurs. Igual que els altres langurs grisos, es tracta d'un mico folívor. Viu al sud de l'Índia.